# 清元寿兵衛
清元 寿兵衛（きよもと じゅへえ、旧字体：淸元 壽兵衞）は、清元節三味線方の名跡。
- 初代 清元寿兵衛 - 初代清元梅吉の後名。

二代目 清元 寿兵衛（にだいめ きよもと じゅへえ、1889年（明治22年）12月27日 - 1966年（昭和41年）6月1日）は、明治中期から昭和中期に活躍した清元節三味線方。清元流初代家元。
重要無形文化財保持者（人間国宝）、文化功労者、日本芸術院会員、従四位勲三等瑞宝章。
前名は二代目清元梅三郎、三代目清元梅吉。

## 家系
父は清元の演奏家、作曲家として高名だった二代目清元梅吉。母は四代目清元延寿太夫と妻お葉の長女・はる。
四代目には家元を継ぐべき男児が無く（お葉は二代目延寿太夫の娘で、四代目延寿太夫もまた入婿だった）、純粋な血縁者のはると結婚した二代目梅吉は延寿太夫（岡村）家に婿入りし家元を相続しては、という話もあったが、代々浄瑠璃方の延寿太夫が家元を相続してきたことに対し、梅吉が三味線方であること、また梅吉自身が婿入りによって自身の地位を上げることを好まなかったということもあり、松原姓のままとなった。
寿兵衛自身は男女とも実子は無く、養女静江に門弟の梅寿太夫（前名梅太郎）を婿に取らせ、その夫婦に生まれたのが現在の四代目清元梅吉である。よって清元の純粋な血縁は寿兵衛で絶えたことになる。

## 来歴
本名松原清一。
五代目清元延寿太夫の相三味線として活躍し、清元に関しては浄瑠璃の延寿太夫と三味線の名人の双璧だったが、後に不和となり清元流を創流し家元となる。
演奏のみならず父二代目清元梅吉より受け継いだ作曲の才にも優れ、現在でも多くの遺作が上演されている。
- 1889年（明治22年）12月27日、東京府神田白金町で生誕。
- 1903年（明治36年）父に入門。
- 1905年（明治37年）二代目清元梅三郎を襲名し、初舞台。
- 1911年（明治44年）父二代目梅吉死去。三代目梅吉を襲名。
- 1912年（大正元年）三味線立格に昇進。柳橋の名妓だった、妻なつ（初代清元紫葉）と結婚。
- 1923年（大正12年）五代目延寿太夫と不和となり、清元流新組合（清元流）を創立。
- 1950年（昭和25年）日本芸術院会員となる。
- 1955年（昭和30年）梅吉の名を孫の松原清之介（当時梅太郎・現四代目清元梅吉）に譲り、自身は二代目寿兵衛を襲名。
- 1956年（昭和31年）人間国宝に認定される。
- 1958年（昭和33年）NHKに於いて五代目延寿太夫の孫、六代目延寿太夫と『喜撰』を放送（分裂後、高輪派と梅派の初共演）。
- 1960年（昭和35年）第11回NHK放送文化賞受賞。
- 1962年（昭和37年）金婚式を迎える。文化功労者顕彰。
- 1963年（昭和38年）妻なつ（初代清元紫葉）死去。
- 1964年（昭和39年）高輪派と梅派によって清元協会が設立され、その名誉会長に就任（会長は六代目延寿太夫）。
- 1965年（昭和40年）勲三等瑞宝章。
- 1966年（昭和41年）永眠。没後寿兵衛の念願だった「第一回清元協会演奏会」が歌舞伎座で開催される。

## 人物とその周辺
孤高の名人としてその生涯を送った五代目延寿太夫とは違って、寿兵衛には幅広い交友関係があった。寿兵衛のもとには多くの人が集い、後援者には伊藤深水・川口松太郎・池田勇人など政財界の著名人が名を連ねた。
座談の名手として知られ、どこの会合でも輪の中心となって座を盛り上げた。また大変な愛妻家でありながら艶聞家としても知られ、それにまつわる逸話をもまた座談の種にしてしまう豪快な人柄だった。

## 清元協会設立
1943年（昭和18年）に延寿太夫が没し、清元の分裂に際しての直接の蟠りを持つ者が高輪派にいなくなったこともあり、寿兵衛は両派合同による清元協会設立を考えるようになった。
外部の協力者もあり、また両派の演奏家の中にも設立を許す動きが見られたため話は進み、六代目延寿太夫と会談した寿兵衛は正式に清元協会設立に奔走する。設立にあたって寿兵衛は清元宗家の延寿太夫を会長として立て、また延寿太夫は年長者の寿兵衛を名誉会長として立てた。かくして1965年（昭和40年）2月27日、設立祝賀パーティーを開き、正式に披露した。
これを機に両派合同による演奏会を開くべきだと考えた寿兵衛は、その準備に奔走する中で病に倒れ、結局演奏会を開くことなく無念の逝去となった。寿兵衛の遺志を継いだ会員は寿兵衛没の約1か月後となる1966年（昭和41年）7月3日、歌舞伎座において第1回の演奏会を開催した。しかし、清元協会は後に梅派からの合同演奏の呼びかけに高輪派が応じないことから梅派が離脱し、寿兵衛が心血を注いだ両派合同は霧散する結果となった。
しかし、2010年（平成22年）NHKエンタープライズの取りなしにより両派の現家元が和解。
同年8月24日国立劇場に於いて「芸の真髄シリーズ第四回　清元～清き流れ　ひと元に～」が開催され、88年振りに現梅吉と現清元宗家延寿太夫と共演。二人の曾祖父（五代目清元延寿太夫と二代目清元梅吉）が初演した「隅田川」を国立劇場で共演披露。
翌2011年（平成23年）に従来の清元協会に梅派が再合流する形で新生清元協会が誕生。延寿太夫が会長に、梅吉が副会長に就任。
その間も一部で両派演奏家が交わっての演奏も行なわれたが、2012年（平成24年）8月29日、三越劇場で『清元協会演奏会』を開催し、梅派も揃って出演。名実共に両派合流が果たされた。